# Yogh

La letra yogh (mayúscula Ȝ, minúscula ȝ) es una letra original del alfabeto latino que fue usada en los manuscritos medievales de las islas británicas, para representar la «y» (/j/) y variados fonemas velares.
Algunas palabras escocesas colocan una z donde antes hubo una yogh: gaberlunzie (pordiosero con licencia), tuilzie (riña), capercailzie (urogallo); de la misma forma que los nombres propios escoceses anotados más abajo.
Yogh es similar a la cifra (3), la que es usada en algunas ocasiones para substituir el carácter en Internet.

## Pronunciación
La forma insular de la G (Ᵹ), pronunciada [joʊk], [joʊg], [joʊ] o [joʊx], llegó a la escritura del anglosajón a través del irlandés. Fue empleada para /g/ y sus diversos alófonos (incluyendo [g] y la fricativa velar sonora [ɣ]) así como para el fonema /j/ («y» en inglés moderno). En inglés medieval, su forma se desarrolló hasta llegar a la yogh que conocemos ȝ que era el carácter que simbolizaba el sonido AFI /ç/ como en niȝt (noche, que en esos tiempos pronunciada tal como era escrita: [niçt]). A veces, yogh simbolizaba tanto /j/ como /w/, como en la palabra ȝoȝelinge [ˈjaʊlɪŋge].

## Historia
En el último período del inglés medio, yogh se dejó de usar, de modo que: niȝt vino a ser escrito night y se re-importó la G carolingia, en su forma francesa, para el sonido /g/.

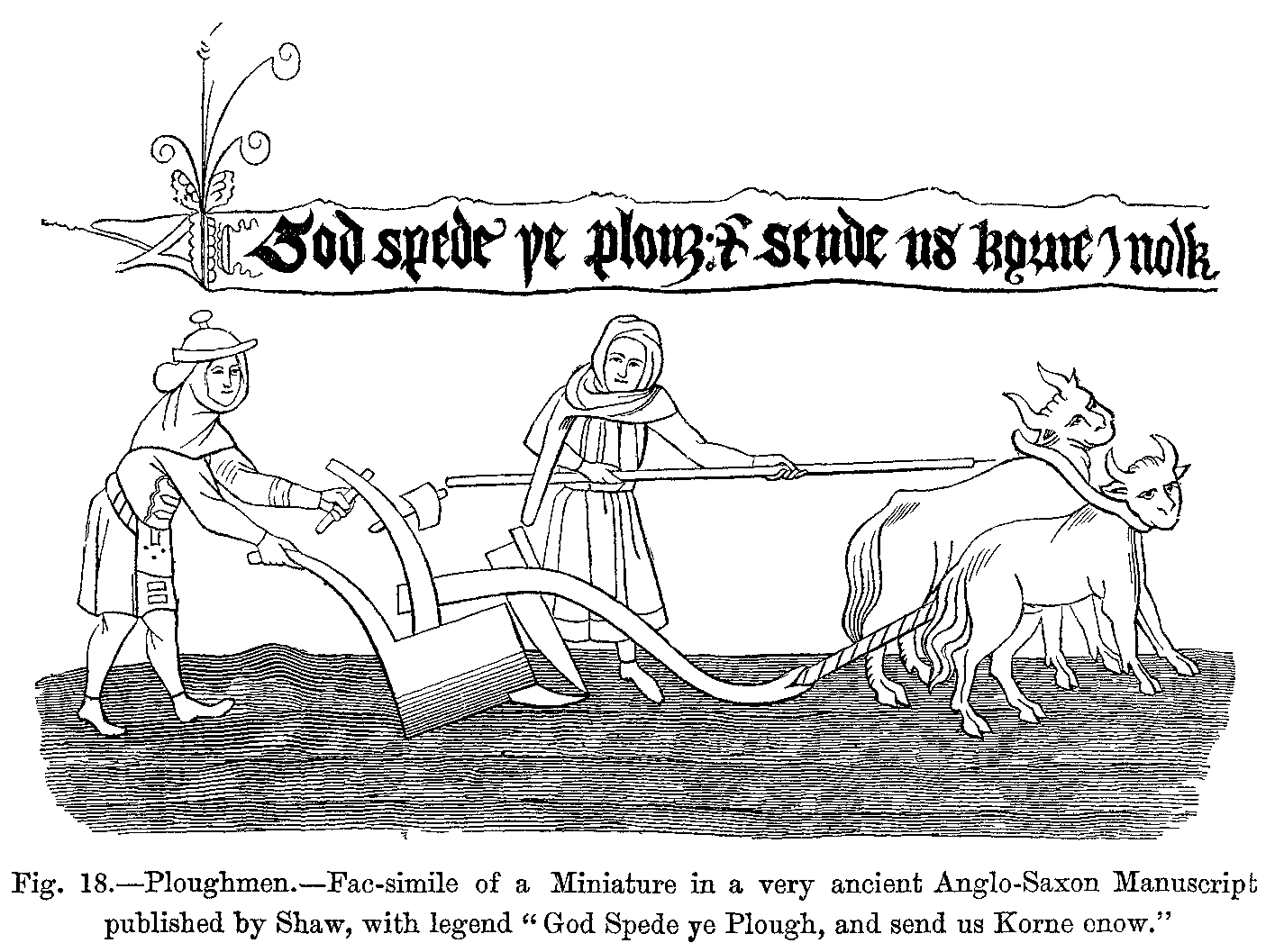
Yogh usada para AFI //x//:.

En los manuscritos escritos en córnico medieval, yogh se utilizó para representar la fricativa interdental sonora, verbigracia: ȝoȝo, ahora escrita dhodho, se pronuncia [ðoðo].

### Antes delsigloXV
Fueron los copistas normandos quienes, menospreciando los caracteres que no pertenecían al alfabeto latino y la ortografía inglesa que los usaba, reemplazaron la yogh por el dígrafo gh. El proceso de reemplazo fue lento y no estuvo completo hasta fines del siglo XV.
El escritor medieval Ormulum usó esta letra de tres formas al escribir en anglosajón:
- Por sí misma, para representar el sonido AFI /j/
- Doblada, para representar el sonido AFI /i/ al final de sílaba, como en la palabra «may».
- Como dígrafo seguido de h para representar el sonido AFI /ɣ/.

### Después del desarrollo de la imprenta
El carácter yogh puede ser encontrado en apellidos que empiezan con Y en Escocia e Irlanda, tales como el apellido Yeoman a veces escrito como ȝeman. Debido a que la forma de yogh era idéntica a algunas formas manuscritas de Z, la Z reemplazó a la yogh en muchas palabras escocesas cuando se introdujo la imprenta, debido a que la mayoría de los tipos que se usaron en las prensas de esos tiempos no tenía la letra yogh.

## Lista de palabras que contienenyogh
Éstas son palabras que contienen la letra yogh en sus ortografías originales. Todas cayeron en desuso.
- niȝt ("noche") (Ƿ̄en ðe niȝt)
- yȝe ("ojo")
- ȝha ("sí, en efecto")
- yhalȝed ("santificado")
- ȝhat ("portal")
- ȝhe(i)d(e) (fue [de ir])
- yȝ(e/i)ld(e), yȝened (rindió)
- yherber(e)ȝed ("protegido")
- ȝhere ("oreja")
- yhyȝed ("apurado")
- ȝiefte ("regalo")
- ȝise ("sí")
- ȝista(i/y) ("ayer")
- ȝister- ("ayer, anterior (en compuestos)")
- ȝit(e) ("aún")
- ȝive ("dar" o "si")

## Lista de nombres propios escoceses moderno con «z» representada como yogh
Nótese cómo varía la pronunciación de la z en estos casos.
- Culzean - (AFI /kʌˈleɪn/)
- Dalziel - (AFI /diːˈɛl/), del gaélico Dail-gheal; también escrito como Dalyell.
- Finzean - (AFI /ˈfɪŋən/)
- Glenzier - (AFI /glɪŋər/)
- MacKenzie - originalmente pronunciado como (AFI /məkˈenjɪ/), del gaélico MacCoinnich; ahora se pronuncia /məkˈenzɪ/
- Menzies - cuya pronunciación ortodoxa es (AFI /ˈmɪŋɪs/), del gaélico Mèinnearach; ahora también (aunque en forma discutida) se pronuncia /ˈmɪnzɪs/
- Winzet - (AFI /ˈwɪnjət/)
- Zetland - El nombre de Shetland hasta 1970.

## En Egiptología
El Institut Français d'Archéologie Orientale () adoptó una transliteración basada en Unicode sugiriendo el uso del carácter  ȝ para el jeroglifo "alef", 
| A |

 cuya articulación es oclusiva glotal sorda (AFI /ʔ/).
El verdadero símbolo usado en egiptología es , dos semicircunferencias abiertas a la izquierda, y es a menudo reemplazado por un «3» debido a razones técnicas, pues hasta la fecha Unicode 5.0 no le ha asignado un código apropiado.
- Datos: Q423449
- Multimedia: Yogh / Q423449